# Herinckhave

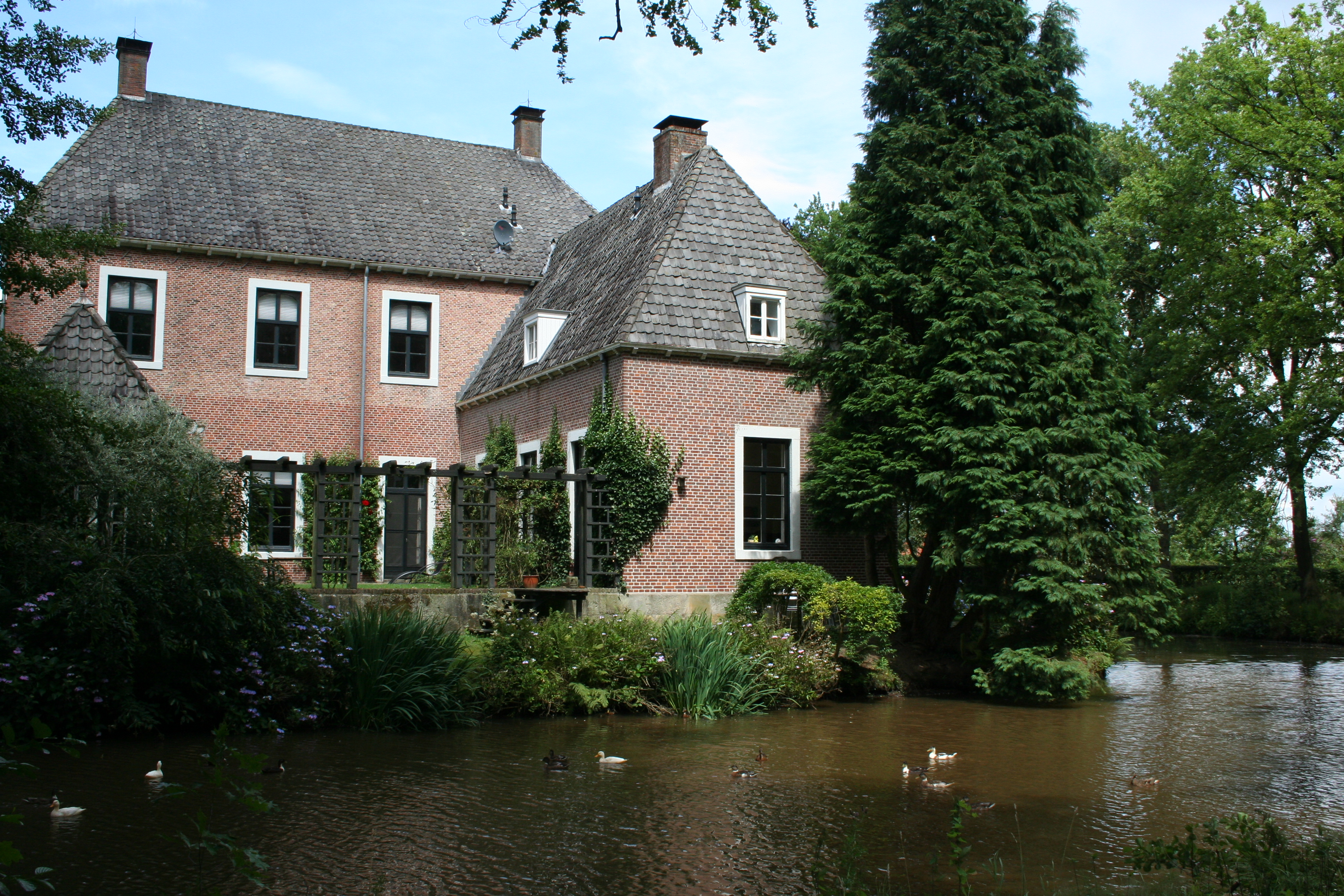
Achterkant van het huis Herinckhave

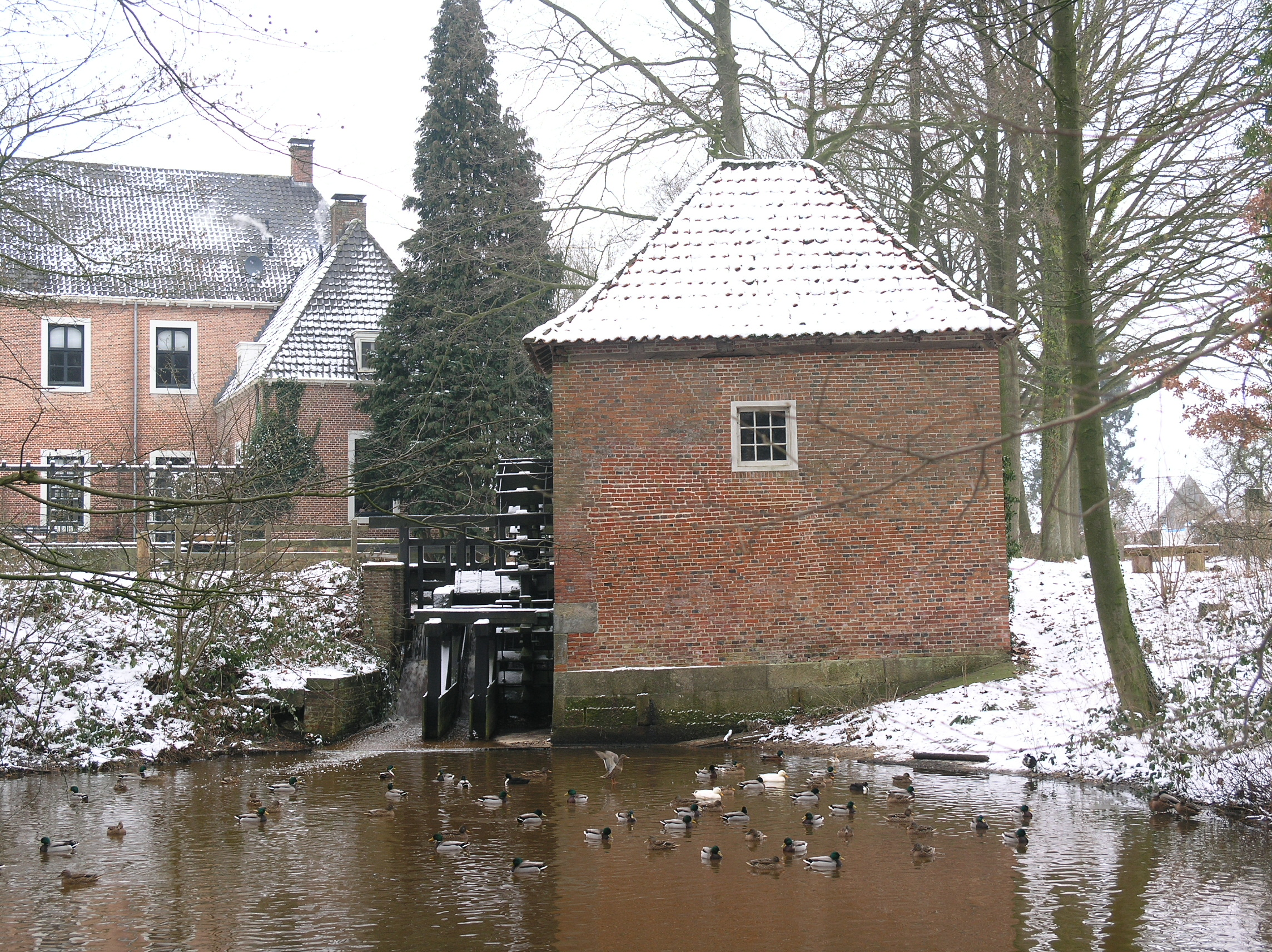
De Molen Herinckhave

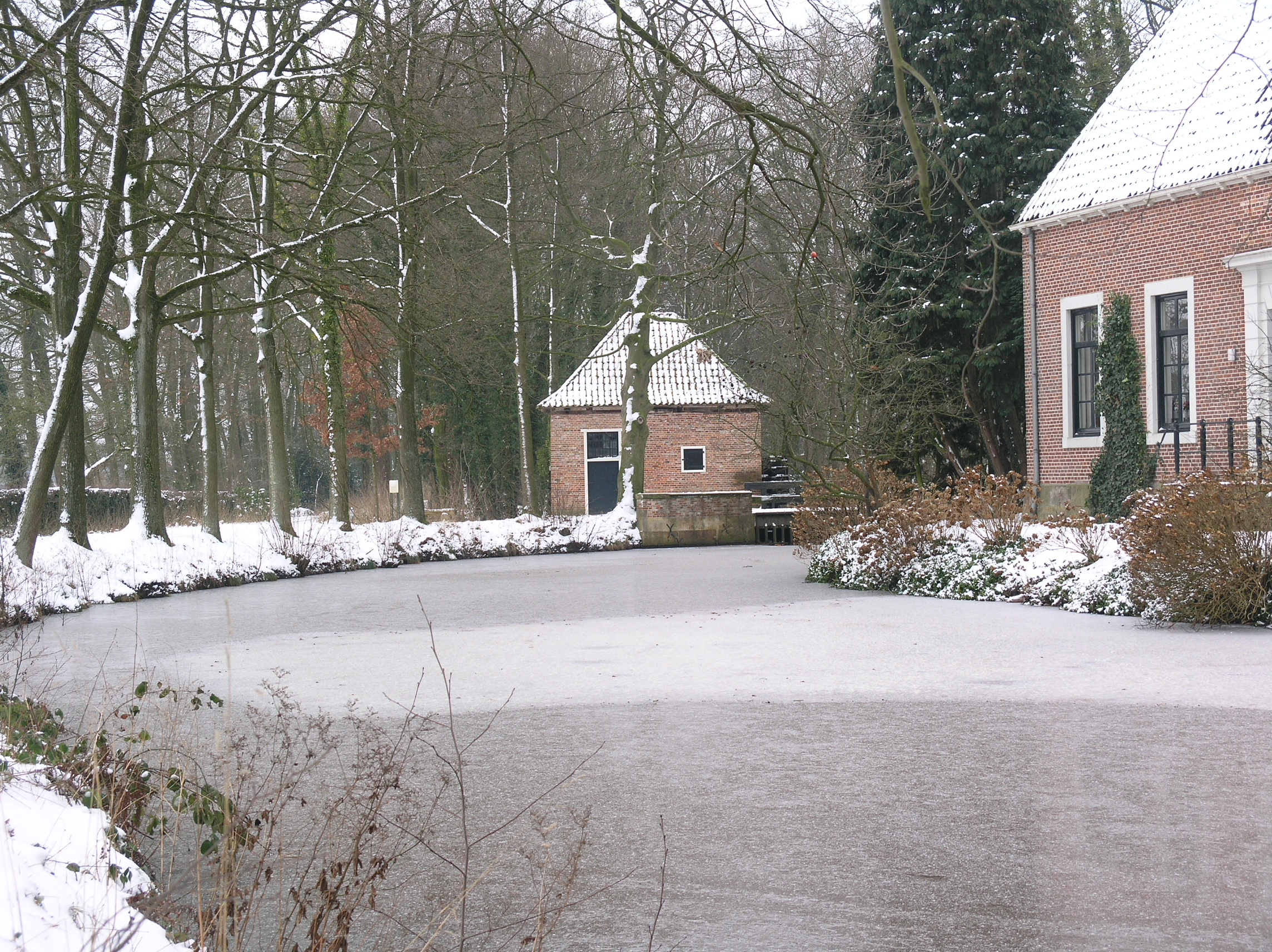
De gracht van het landgoed

Herinckhave is een landgoed in de Nederlandse buurtschap Fleringen (provincie Overijssel). Het heeft een oppervlakte van zo’n zestig hectare.

## Geschiedenis
In de 14de eeuw wordt Herinckhave voor het eerst genoemd als de Hof te Vlederinghe. Vanaf 1385 kwam het landgoed in het bezit van de familie Grubbe. Het is dan een leengoed van de bisschop van Utrecht.
Friedrich Christian von Bönninghausen en Johanna Maria Antonetta Grubbe lieten in 1742 het oude huis slopen en bouwden vervolgens een nieuw huis, de huidige havezate. Herinckhave groeide uit tot een groot landgoed. Het bestond uit heide, bossen, ruim zeshonderd hectare landerijen en vijfendertig boerenhofsteden.
In 1959 verbrandde het huis en in 1970 werd het huis door de Overijsselse Kastelen Stichting gerestaureerd. Sinds 2005 wordt het landgoed particulier bewoond door de voormalige kinderarts Charles Bijleveld en jonkvrouw Gisela von Bönninghausen.
Het gehele landgoed heeft de status Historische Buitenplaats gekregen van de Rijksdienst voor het Cultureel Erfgoed.

## Geboren
- Clemens Maria Franciscus von Bönninghausen (1785-1864), jurist, tweede founding father van de Homeopathie